# Geer (Belgia)
Geer (wa. Djer) – miejscowość i gmina (commune) w Belgii, w Regionie Walońskim, w prowincji Liège, w okręgu Waremme. 1 stycznia 2024 roku liczyła 3558 mieszkańców.

## Podział administracyjny
W skład gminy wchodzi pięć dzielnic (section):
- Darion
- Hollogne-sur-Geer
- Lens-Saint-Servais
- Ligney
- Omal